# Podocerus andamaniensis
Podocerus andamaniensis is een vlokreeftensoort uit de familie van de Podoceridae. De wetenschappelijke naam van de soort is voor het eerst geldig gepubliceerd in 1890 door Giles.